# Nio ET9
Nio ET9 — повнорозмірний розкішний електричний седан, вироблений китайською компанією з виробництва електромобілів Nio. Це перший автомобіль Nio, який використовує платформу NT 3.0 та власно розроблений чіп автономного водіння Shenji, і є флагманським автомобілем бренду. Це також перший серійний автомобіль у Китаї, який використовує технологію електромережевого керування та повністю електричну архітектуру на 900 В.

## Опис

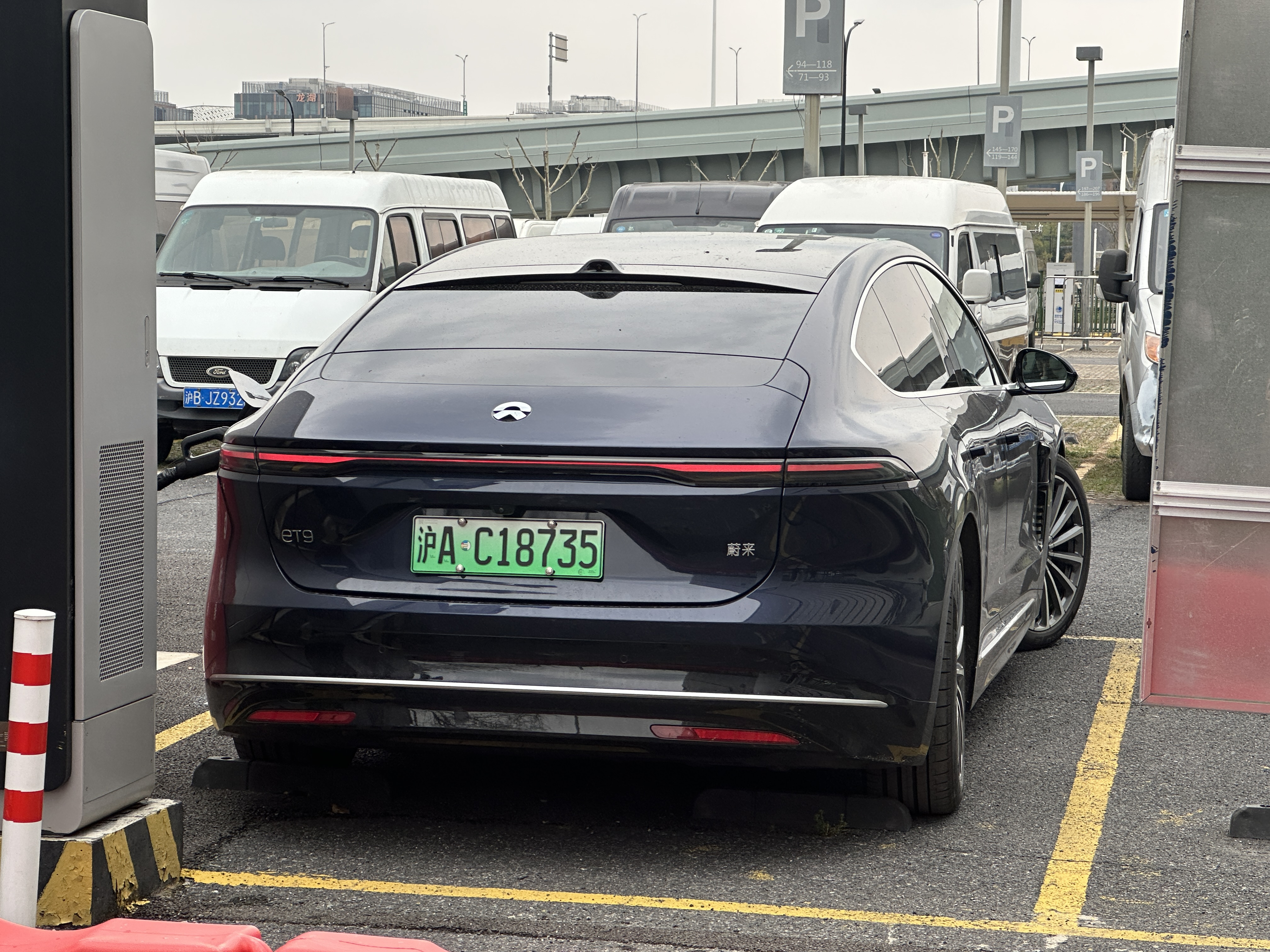

Передсерійна версія Nio ET9 була вперше представлена в Китаї 23 грудня 2023 року на заході «Nio Day 2023» в Олімпійському спортивному центрі Сіаня, після чого розпочався прийом попередніх замовлень на ET9. На заході «Nio Day 2024», що відбувся в Гуанчжоу 21 грудня 2024 року, було представлено серійну версію ET9 з помітними змінами в дизайні, а також значно більшою інформацією про характеристики та ціни. Очікується, що поставки ET9 розпочнуться наприкінці березня 2025 року, початкова ціна становитиме 788 000 китайських юанів (108 800 доларів США) або 660 000 китайських юанів (91 200 доларів США) та 1128 китайських юанів (155 доларів США) щомісяця з планом передплати на акумулятор.
ET9 — це чотиримісний повнорозмірний розкішний седан F-сегмента з кузовом ліфтбек, довжиною 5325 міліметрів та колісною базою 3250 міліметрів, що близько до максимальної колісної бази в 3300 міліметрів, яку можуть вмістити станції заміни акумуляторів Nio третього покоління, і є занадто довгою для сумісності зі станціями першого та другого поколінь. Це другий автомобіль, побудований на платформі NT 3.0 після Onvo L60, який повністю використовує компоненти силового агрегату на 900 В, перший, хто зробив це в Китаї.
Обмежена версія ET9 під назвою First Edition стала доступною для попереднього замовлення після заходу Nio Day 2024 21 грудня 2024 року, і всі 999 одиниць були продані протягом 12 годин. Він має унікальні логотипи, розміщені по всьому автомобіля, і стандартно постачається зі звичайними додатковими функціями, такими як 23-дюймові колеса.
Він оснащений повністю активною підвіскою SkyRide.

## Технічні дані
ET9 — це повністю електричний автомобіль із повним приводом, що складається з двох двигунів, по одному на кожній осі: 245 к.с. спереду та 462 к.с. ззаду. Вони розвивають загалом 707 к.с., а акумулятор має ємність 120 кВт⋅год. Інноваційним рішенням була рекордна швидкість заряджання 600 кВт серед електромобілів, доступних на ринку на той час, що стало можливим завдяки використанню архітектури 800 В. Таким чином, автомобіль може подолати до 255 кілометрів за 5 хвилин, а крім традиційної зарядки, ET9 підтримує технологію заміни акумулятора, типову для всіх продуктів NIO на спеціалізованих станціях.